# Peter Finestone
Peter Finestone (Northridge, 11 juni 1964) was de tweede drummer van de punkrockband Bad Religion.

## Bad Religion
Hij kwam in 1981 bij de band, als vervanger van Jay Ziskrout, en drumde voor het album How Could Hell Be Any Worse?. Na dit album werd hij vervangen door Davy Goldman, om in 1984 terug te komen om te drummen voor de single Back to the Known.
Hierna verliet hij de band weer, deze keer werd hij vervangen door John Albert. Aan het einde van 1986 kwam hij voor de derde keer terug bij de band, en bleef hier tot 1991. Hij verving Lucky Lehrer. In deze laatste vijf jaren heeft hij gedrumd voor de albums Suffer, No Control, Against the Grain en het compilatie-album All Ages.
In 2003 kwam hij voor de laatste keer terug bij de band, om tijdens een liveoptreden in Las Vegas Fuck Armageddon... This Is Hell! te drummen.